# Paramachaerium gruberi
Paramachaerium gruberi là một loài thực vật có hoa trong họ Đậu. Loài này được Brizicky miêu tả khoa học đầu tiên.